# Wetterhoun
Wetterhoun (frisisk vattenhund) är en hundras från Friesland i norra Nederländerna. Till skillnad från övriga vattenhundar, har den inte avlats fram som främst apportör utan användes ursprungligen som jakthund på utter. Senare har den använts även för annan småviltjakt.
Till utseendet påminner den om en kraftigare stabijhoun. Rastypen är känd sedan 1600-talet. Dess släktskap med andra raser är okänt, men spansk vattenhund och portugisisk vattenhund brukar nämnas. Även till temperamentet skiljer den sig från andra vattenhundar, då den är mer reserverad och till och med skarp. Wetterhoun har använts också som vakthund.
Den är ovanlig utanför hemlandet, där den erkändes som ras 1942, då var det endast 20 individer som registrerades. Först efter andra världskriget kom arbetet igång med att konsolidera stammen och stamboken stängdes under början av 1960-talet.